# 28366 Verkuil
28366 Verkuil è un asteroide della fascia principale. Scoperto nel 1999, presenta un'orbita caratterizzata da un semiasse maggiore pari a 2,7041043 UA e da un'eccentricità di 0,1879198, inclinata di 5,31236° rispetto all'eclittica.